# سمیداری
سمیداری (به لاتین: Smidary) یک منطقهٔ مسکونی در جمهوری چک است که در ناحیه هرادتس کرالووه واقع شده‌است. سمیداری ۱٬۵۷۹ نفر جمعیت دارد.